# Heterixalus rutenbergi
Heterixalus rutenbergi is een kikker uit de familie van de rietkikkers (Hyperoliidae). De soort werd beschreven door Boettger in 1881.
De kikker is endemisch in Madagaskar en komt vooral voor in het Centraal Hoogland op een hoogte van 1200 tot 1500 meter.

## Beschrijving
Heterixalus rutenbergi heeft een gemiddelde lengte van 25 millimeter. De rugzijde van deze kikker is lichtgroen met vijf witte banden, omgeven door donkerbruine strepen. Aan de zijkanten van de poten zijn twee soortgelijke banden te vinden. De bovenzijde van de voeten zijn bruin. Het buik is crèmekleurig en de onderzijde van de voeten zijn oranje.

## Synoniemen
- Hyperolius rutenbergi Boettger, 1881
- Rappia rutenbergi (Boettger, 1881)